# Jean-Paul Midant
Jean-Paul Midant, né en 1957, est un historien, maître de conférences et scénariste de bande dessinée belge. Il utilise également le nom de plume Michel Danverre.

## Biographie
Jean-Paul Midant naît en 1957.
Jean Paul Midant est docteur en histoire de l'art, spécialisé dans l'étude des arts décoratifs et de l'architecture aux XIXe siècle et XXe siècle. Son temps se partage entre l'enseignement, la réalisation de livres d'art et l'écriture de scénaris.
Il est professeur d'histoire à l'École nationale supérieure d'architecture de Paris-Belleville de 1992 à 1995. Puis, il est professeur d'histoire et de culture architecturale à l'École nationale supérieure d'architecture de Nancy en 1996. Il enseigne au Centre des hautes études de Chaillot et à la Cité de l'architecture et du patrimoine à Paris.
En 2001, il livre l'ouvrage Au Moyen Âge avec Viollet-le-Duc sur Eugène Viollet-le-Duc aux éditions parisiennes Parangon.
Il livre La Fantastique Architecture d'Alban Chambon autour de l'œuvre d'Alban Chambon publié aux Archives d'architecture moderne (AAM) en 2009.
En 2004, il est nommé président du conseil d'administration de l'école d'architecture de Paris-Belleville.

### Scénariste de bande dessinée
Pour les Éditions du Lombard et sous le nom de Michel Danverre, il réalise trois albums avec le dessinateur belge Peter Li et une mise en couleur d'Annette Neve. Le premier épisode de la série Métropoles sort en librairie en 1989. Avec l'agence Métropoles, les chefs d'État européens disposent d'un service de renseignement d'un genre nouveau. Les investigations se déroulent d'abord à Rome, puis sur la piste d'un faux prêtre à Paris, dans le vignoble bordelais et enfin dans le zoo d'Anvers.  C'est avec cette série qu'il fait son entrée dans le périodique de bande dessinée Hello Bédé qui entame la prépublication du deuxième volet de ce triptyque intitulé Cherchez la femme en 1990. Le dernier opus Latitude Nord est publié en 1991.
Puis, il lance la mini-série d'aventure en deux albums Douglas Dunkerk avec Patrick Lesueur qui paraît aux éditions Dargaud de 1992 à 1993.

## Œuvres

### Publications
- Un classique du béton armé : le pont de Plougastel de l'ingénieur Freyssinet, p. 124-127, dans la revue Monuments historiques, avril-juin 1987, no 150-151
- Sèvres, la manufacture au XXe siècle, Michel Aveline éditeur, 1992  (ISBN 9782907010214).
- Jean-Paul Midant, Dictionnaire de l’architecture du XXe siècle, Éditions Hazan, 1996.
- Jean-Paul Midant, L'Art nouveau en France, Paris, Éditions du Carrousel, 1999, 170 p. (ISBN 978-2-7456-0094-3, BNF 36977453).
- Au Moyen Âge avec Viollet-le-Duc, Paris, Parangon, 2001, 174 p.
- La Fantastique Architecture d'Alban Chambon, Archives d'architecture moderne, 2009  (ISBN 978-2-87143-231-9).

### Albums de bande dessinée

#### Métropoles
- 1. Les Pierres de Rome, Le Lombard, Bruxelles, avril 1989
Scénario : Michel Danverre - Dessin : Peter Li - Couleurs : Annette Neve -  (ISBN 2803607441)
- 2. Cherchez la femme, Le Lombard, Bruxelles, avril 1990
Scénario : Michel Danverre - Dessin : Peter Li - Couleurs : Annette Neve -  (ISBN 2-8036-0809-X)
- 3. Latitude Nord, Le Lombard, Bruxelles, mai 1991
Scénario : Michel Danverre - Dessin : Peter Li - Couleurs : Annette Neve -  (ISBN 2-8036-0930-4)

#### Douglas Dunkerk
- 1. Sharkville, Dargaud, Paris, avril 1992
Scénario : Jean-Paul Midant - Dessin : Patrick Lesueur - Couleurs : quadrichromie -  (ISBN 2-205-04036-7)
- 2. Soulage-moi endors-toi, Dargaud, Paris, juin 1993
Scénario : Jean-Paul Midant - Dessin : Patrick Lesueur - Couleurs : quadrichromie -  (ISBN 2-205-04139-8)

#### Livres
: document utilisé comme source pour la rédaction de cet article.
- Jean-Louis Lechat, Un demi-siècle d’aventures t. 2 : 1970 - 1996, Bruxelles, Le Lombard, 5 décembre 1996, 224 p., ill. ; 31 cm (ISBN 280361233X, OCLC 37995939, BNF 37539082, présentation en ligne), p. 149. .

### Émissions de radio
- L'architecte ornemaniste Alban Chambon (1847-1928), Retour sur Dimitris Pikionis (1887-1968) dans Les Jeudis de l'architecture sur France Culture, intervenant : Jean-Paul Midant, émission du 7 avril 2011 (58 min).

### Vidéographie
- [vidéo] « Jean-Paul Midant, historien », sur YouTube
- [vidéo] « Jean-Paul Midant, historien de l'architecture, enseignant », sur YouTube
- [vidéo] « La recherche en architecture avec Jean Paul Midant / UNI », sur YouTube
- [vidéo] « Jean-Paul Midant, l'entrevue », sur YouTube